# Avelal
Avelal es una freguesia portuguesa del concelho de Sátão, con 6,81 km² de superficie y 560 habitantes (2001). Su densidad de población es de 82,2 hab/km².

## Galería

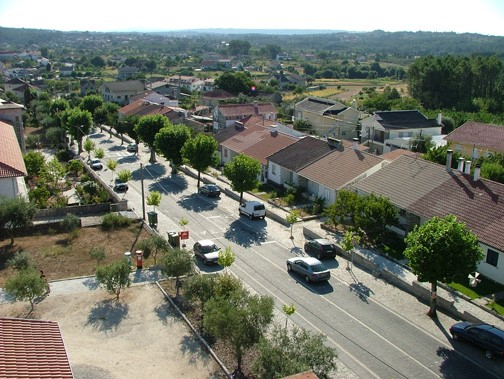
Vista de Avelal.